# Ligne de Chenia à Boukhadra
La ligne de Chenia à Boukhadra est l'une des lignes du réseau ferroviaire algérien qui relie la gare de Aïn Chenia à la mine de fer de Boukhadra, dans la wilaya de Tébessa.
La ligne fait partie des lignes minières de l'Est algérien qui permettent le transport du phosphate et du fer des mines de la région de Tébessa vers le port d'Annaba.

## Histoire
La ligne de Chenia à Boukhadra, est mise en service en 1929. Elle est électrifiée en 1932,.

## La ligne

### Caractéristiques
Il s'agit d'une ligne à voie unique et électrifiée.

### Tracé et profil
La ligne se débranche de la ligne de Oued Keberit à Ouenza à la sortie est de la gare de Aïn Chenia pour bifurquer immédiatement vers le sud en direction du gisement minier de Boukhadra.

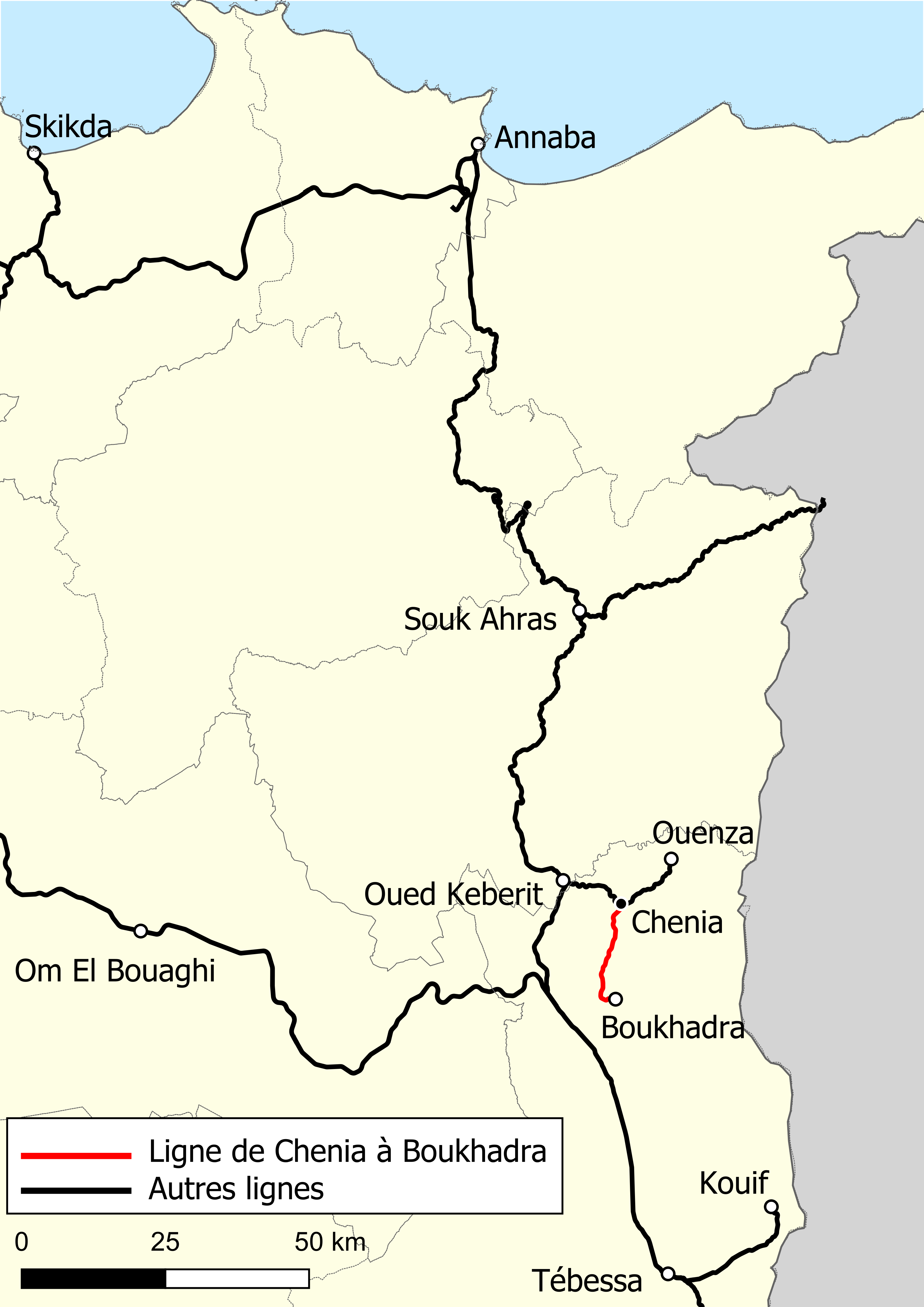
Localisation de la ligne de Oued Keberit à Ouenza dans l'Est algérien.

## Service ferroviaire
La ligne est exclusivement affectée au transport du minerai de fer en provenance de la mine de Boukhadra, située à proximité de la mine d'Ouenza, et à destination du complexe sidérurgique d'El Hadjar dans la banlieue sud d'Annaba,.

## Gares de la ligne
| Gare                                                        | (PK) | Informations |
| ----------------------------------------------------------- | ---- | ------------ |
| Aïn Chenia                                                  | 12   | Fret         |
| Terminal de Boukhadra                                       | 30   | Fret         |
| Les PK mentionnés ont pour origine la gare de Oued Keberit. |      |              |